# 아흐마드 자히르
아흐마드 자히르 (페르시아어: احمد ظاهر – Aḥmad Zāhir; 1946년 6월 14일 - 1979년 6월 14일)는 아프가니스탄 출신의 가수, 작사가, 작곡가였다. 그는 그의 팬들 사이에서 아프간 음악의 아이콘으로 여겨지며 "아프간 음악의 왕이자 아프간 엘비스 프레슬리"로 불리기도 한다. 그의 노래는 대부분 다리어로 구성되어 있으며 페르시아 문학에 근본을 두고 있으나, 몇몇의 파슈토어 곡이 존재하기도 한다. 자히르는 록과 팝 음악을 작곡하여 공연하였으며, 엘비스 프레슬리와 비슷한 스타일을 추구하였다. 오늘날, 그는 아프간 문화와 역사에서 가장 위대한 인물들 중 한명으로 여겨진다.

## 생애
자히르는 1946년 6월 14일 (이란력 1325년 자우자 24일) 아프가니스탄 카불에서 라그만 주 출신의 파슈툰 가족 사이에서 태어났다. 그의 아버지 압둘 자히르는 왕궁 법원 의사였으며 1971년부터 1972년까지 아프가니스탄의 총리와 보건부 장관직을 맡았다. 그는 의회의 연사였으며 무함마드 자히르 샤 국왕 시대 당시 1964년 아프가니스탄 헌법 작성에 기여하는 등 영향력있는 인물이었다.

## 음악 경력
자히르는 1960년대 초 카불에 위치한 하비비아 고등학교를 재학 중이었다. 그는 그의 친구와 학우들로 이루어진 밴드에서 아코디언을 연주하였고, 밴드 내에는 오마르 술탄이 기타를, 칼리 라게브가 드럼을, 파리드 자란드가 콩가를, 그리고 악바르 나야브가 피아노를 연주하였다. 다밴드는 이후 하비비아 고등학교 내에서 아마추어 밴드로 알려지게 되었고 지역 콘서트나 노루즈, 이드 울피트르, 그리고 아프가니스탄 독립기념일 등과 같은 축제기간에 공연하였다.
그는 이후 카불의 다루' 엘-말리민 ("사범 대학")을 졸업하고, 영어 교사 임명권을 위해 인도에서 2년 더 교육을 받는다. 그러나 그는 이후 음악이 그의 진정한 길이라는 것을 결정하였다. 자히르는 잘 알려진 페르시아어 시들을 기반한 노래들을 작곡하며 솔로 커리어를 시작하였다. 그의 첫 음반 곡 "가르 쿠니 약 니자라"는 그만의 독특한 작곡법으로 구성되어 피루 라가로 불렸다. 그는 계속하여 "아지잠 바 야아닷", "아히스타-아히스타", "아키르 아이 다르야", "하마 야라남", "아가르 사브자 부담", "구프탐 케 메콰함 투라", "샤베 제 샤브하" 그리고 "파르윈-이-만" 등의 곡을 작곡하고 녹음하였다.
자히르는 이스마일 아자미 (색소포니스트), 난가라이 (트럼펫 연주자), 압둘라 에테마디 (드러머), 그리고 살림 사르마스트, 나이나와즈, 타라나사즈, 그리고 마스'후르 자말 등과 같은 음악가와 함께 일했다. 그는 1970년대에 22장 이상의 앨범을 녹음하였다. 그의 노래는 달콤한 톤, 시적인 스타일, 강렬한 음역대, 그리고 열정적인 감정전달로 알려져 있다. 그의 많은 노래들은 위인적 요소나 아프가니스탄 정부에 대한 정치적 비판이 담겨 있다. 이에 대한 결과로 많은 그의 녹음물이 정부에 의해 삭제되었다.
자히르는 아프간 음악계에서 최대 10년까지 밖에 활동하지 못했으나, 30장 이상의 앨범을 그 시기동안 내놓았다. 자히르는 그의 음악 경력 동안 오직 두편의 뮤직비디오를 촬영하였다.
그의 노래 "탄하 쇼담 탄하"와 클라우데 모르간의 노래 "엘 빔보" (1974) 사이의 논쟁은 아직도 존재하고 있다.

## 사망
자히르는 그의 33번째 생일 1979년 6월 14일에 사망하였다. 그는 사랑 터널 내에서 발생한 차량 사고에서 사망하였다고 현지 뉴스에서 보도되었다. 그의 죽음을 두고 다양한 시각이 존재하는데, 그 중 하나가 그가 암살되었다는 주장이다. 자히르의 정치적 성향은 당시 아프가니스탄 민주공화국과 충돌이 있었다. 카불에서 열린 자히르의 장례식에 대규모의 군중들이 추모자로 참여하였으며, 도시 곳곳의 거리를 메우고 도시 내의 생산활동이 잠시 멈추었다고 한다.
그의 사망 이후, 자히르는 국민 영웅으로 추대되었다. 그의 특권이 많은 집안 배경으로 인해, 자히르는 음악가가 더욱 존경받는 직업으로 세우기 위해 도움을 주었으며 이는 1974년의 카불 음악 학교의 개교에 결정적인 영향을 주었다.

## 같이 보기
- 아프가니스탄의 가수 목록